# Gomphrena cylindrica
Gomphrena cylindrica är en amarantväxtart som beskrevs av Heinrich Christian Friedrich Schumacher och Peter Thonning. Gomphrena cylindrica ingår i släktet klotamaranter, och familjen amarantväxter. Inga underarter finns listade i Catalogue of Life.